# La Religieuse
Pour les articles homonymes, voir Religieuse.
La Religieuse est un roman-mémoires de Denis Diderot achevé vers 1780 et publié à titre posthume en 1796. Inspiré d'une histoire réelle, celle de Marguerite Delamarre, ce roman raconte comment une jeune fille est devenue religieuse contre son gré et a dû se battre pour échapper à la clôture et recouvrer la liberté.

## Contexte
En 1760, Diderot commence à composer ce roman à partir d'une mystification. Pour faire revenir à Paris leur ami le marquis de Croismare, Diderot et quelques amis s'inspirent de faits réels et imaginent les lettres d'une religieuse sollicitant l'aide du marquis pour s'extraire du cloître où elle est retenue malgré elle. C'est en développant ces lettres que Diderot commence à composer le roman qui deviendra La Religieuse, sans toutefois achever le texte.

Grimm rappelle ce complot dans la Correspondance littéraire en 1770 ; son témoignage est désormais connu sous le nom de « préface-annexe » et intégré aux publications du roman depuis la fin du XVIIIe siècle. Son statut hybride entre réalité et prolongement de la mystification a été largement commenté par les historiens de la littérature. Jean Cartrysse par exemple considère que 

« La Religieuse est l'aboutissement romanesque d'une mystification dont l'intrigue a été postérieurement incorporée au récit sous forme de préface-annexe. »

Diderot reprend l'écriture de son roman en 1780, achève un état du texte et le laissera immédiatement diffuser en feuilleton dans la Correspondance littéraire, philosophique et critique entre 1780 et 1782. Le roman paraît sous forme imprimée en 1796, à titre posthume.

## Sources
La base du roman est donc le corpus de lettres échangées par le groupe d'amis et Croismare. Cette mystification est elle-même inspirée de l'histoire bien réelle d’une religieuse de l'abbaye royale de Longchamp nommée Marguerite Delamarre, qui avait fait parler d’elle dans les salons en 1758 pour avoir écrit à la justice, demandant d’être libérée du cloître où ses parents l’avaient enfermée. Elle affirmait être une enfant illégitime et que, de peur d’aller en enfer, sa mère, par un chantage affectif, l'aurait persuadée d’aller dans ce couvent. Mais sa mère s'y oppose afin de ne pas avoir à lui restituer une part de son héritage.
Diderot a également pu intégrer à son roman des éléments de la vie de sa propre sœur Angélique. Née en 1720, elle est entrée chez les Ursulines de Langres et y est morte folle en 1748. Pour Marie-Angélique de Vandeul, fille de Denis Diderot, sa tante était morte d'épuisement.
René Godenne a signalé diverses sources littéraires antérieures, telle La Religieuse malgré elle de Brunet de Brou.

## Résumé
Au XVIIIe siècle, Suzanne Simonin est contrainte par ses parents de prononcer ses vœux au terme de son noviciat. En effet, pour des raisons de dots qui pénaliseraient ses deux sœurs, ceux-ci ont préféré enfermer leur fille au couvent. En réalité, Suzanne est une enfant illégitime et sa mère espère, en l'écartant, expier sa faute de jeunesse.
C’est dans la communauté des Clarisses de Longchamp qu’elle rencontre la sœur supérieure Mme de Moni. Celle-ci, une mystique, se lie d’amitié avec la jeune fille avant de mourir. La période de bonheur et de plénitude s’achève pour l’héroïne avec l’arrivée d’une nouvelle supérieure : Sainte-Christine. Sachant que Suzanne désire rompre ses vœux et que, pour ce faire, elle a intenté un procès à la communauté, la supérieure met en œuvre un harcèlement moral et physique sur Suzanne. L'infortunée subit de l’ensemble de la communauté, à l’instigation de la supérieure, une multitude d’humiliations physiques et morales. En perdant son procès, Suzanne est condamnée à rester au couvent. Cependant son avocat, Maître Manouri, touché par sa détresse, obtient son transfert au couvent Saint-Eutrope.
Au terme de son calvaire, Suzanne pardonne à ses bourreaux tout en continuant à poursuivre ses réflexions éminemment subversives sur le bien-fondé des cloîtres et de l’univers conventuel. Son arrivée dans la communauté de Saint-Eutrope marque le début de l’épisode le plus fameux de La Religieuse. En effet, cette période est caractérisée par l’entreprise de séduction de la supérieure à son égard. Celle-ci sombre dans la folie devant l’indifférence et l’innocence de la chaste Suzanne. Consciente de la dangerosité de désirs pervers qu’elle ne peut refouler, la supérieure se livre aux lacérations et au jeûne avant de mourir démente.
Incapable de rester plus longtemps cloîtrée, Suzanne réussit à s’enfuir du couvent. Dans une conclusion à peine esquissée, l’auteur nous fait comprendre que Suzanne, dans la clandestinité, attend l’aide du marquis de Croismare et vit dans la peur d’être reprise.

## Évaluation
Selon Raymond Trousson, « Diderot a su faire de son héroïne, non la représentation d'une idée, mais un personnage attachant et pathétique, même si son innocence et son ignorance, nécessaires au récit, n'emportent pas toujours la conviction. » La Religieuse est une ode à la liberté de choisir son destin. L’aliénation religieuse créée par l’univers conventuel y est dénoncée de manière polémique. Diderot prête sa voix et ses idées sur le couvent à Suzanne, qui, contrairement à l’auteur, est une croyante convaincue. 
Diderot fait le procès des institutions religieuses coercitives, contraires à la véritable religion dans la mesure où elles mènent les individus aux souffrances terrestres et à la damnation éternelle. Le monde clos entraîne la dégradation de la nature humaine. Oisiveté, inutilité sociale, promiscuité plongent peu à peu les reclus dans des rêveries morbides ou mystiques, puis dans la folie et les mènent parfois au suicide.

## Éditions

### Éditions commentées, scientifiques ou critiques
- Diderot, Œuvres complètes, tome XI, Paris, Hermann, coll. dite DPV  (ISBN 2705658025).
- Robert Mauzi (éd.), Paris, Gallimard, 1972, coll. « Folio ».
- Florence Lotterie (éd.), Paris, Flammarion, 2009, GF no 1394  (ISBN 978-2-0812-0821-6).
- Christophe Martin, Diderot. La Religieuse, Paris, Gallimard, coll. « Foliothèque », 2010  (ISBN 978-2-07-039654-2).

### Livre audio
- Denis Diderot (auteur) et Séverine Desbordes (narratrice), La Religieuse, La Bazoge, CdL éditions, 30 septembre 2007 (ISBN 978-2-35383-044-2). Support : 6 disques compacts audio ; durée : environ 7 h.
Réédition au format MP3. Support : 1 disque compact audio MP3 ; durée : environ 7 h ; 21 avril 2008  (ISBN 978-2-35383-045-9).

## Adaptations

### Cinéma
- 1967 : Suzanne Simonin, la Religieuse de Diderot de Jacques Rivette avec Anna Karina (censuré à sa sortie[7]).
- 2013 : La Religieuse de Guillaume Nicloux avec Pauline Étienne.

### Théâtre
- 1960 : adaptation de Roland Monod, au Théâtre Quotidien de Marseille.
- 2011 : Les Vœux de la religieuse, adaptation de Florence Camoin, théâtre de Saint-Maur[8].
- 2012 : adaptation d'Anne Théron, au théâtre Monfort, à Paris.
- 2013 : adaptation de Nicolas Vaude, au théâtre Le Ranelagh, à Paris.
- 2017 : adaptation d'Anaïs Gabay, au théâtre Pixel, à Avignon (pendant la période du festival).

#### Genèse de l'œuvre
- (en) Rosalina De la Carrera, « Epistolary Triangles : The Préface-Annexe of La Religieuse Reexamined », The Eighteenth Century : Theory and Interpretation, Fall 1988, no 29 (3), p. 263-280.
- Annie Flandreau, « Du nouveau sur Marguerite Delamarre et La Religieuse de Diderot », Dix-Huitième Siècle, 1992, no 24, p. 411-19.
- Vittorio Frigerio, « Nécessité romanesque et démantèlement de l’illusion dans la Préface-Annexe à La Religieuse de Diderot », Recherches sur Diderot et sur l’Encyclopedie, avril 1994, no 16, p. 45-59.
- René Godenne, Les nouvellistes et La Religieuse, Diderot studies, 1973, vol. 16, p. 55-68.
- G. Stenger, « La Préface-Annexe : un conte oublié de Diderot ? », Studies on Voltaire and the Eigteenth Century, 1989, no 260, p. 311-322.
- Raymond Trousson, Denis Diderot ou le vrai Prométhée, Paris, Tallandier, 2005
- (en) Dan Valahu, « Little-Known Documents : Three Croismare Documents : Weighing the Authenticity of Letters to Diderot’s 'Religieuse' and Mme Madin », PMLA, mars 2006, no 121 (2), p. 532-45.
- (en) Dan Valahu, « The Integration of Diderot’s La Religieuse and the Préface », Romanische Forschungen, 2006, no 118 (1), p. 50-60.

#### Incohérences et invraisemblances
- (en) Mary Ann Brun, « Faussemblance : Errors and Artifice in Diderot’s La Religieuse », Auteur, Autorité, New York, Columbia UP, 1995, p. 113-19.
- (en) Julie C. Hayes, « Retrospection and Contradiction in Diderot’s La Religieuse », Romanic Review, May 1986, no 77 (3), p. 233-242.

#### Rapprochements romanesques
- (en) Dan Th. Valahu, « Diderot’s La Religieuse and Richardson: Textual Convergence and Disparity », Studies on Voltaire and the Eighteenth Century, no 241,‎ 1986, p. 297-338
- (en) Adrian Kempton, « Diderot’s Clarissa and Laclos' Cecilia: Virtuous English Heroines as Models for an Emerging Aesthetic of the Novel in France », Franco-British Studies, no 31,‎ printemps 2001, p. 37-61
- Brigitte E. Humbert, « 'La Religieuse de Diderot et la marquise de Laclos », The French Review, vol. 6, no 75,‎ mai 2002, p. 1194-1212
- (en) Ksenya Kiebuzinski, « Female Autonomy vs. Male Authority: A Reading of Graffigny’s Lettres d'une Péruvienne and Diderot’s La Religieuse », Auteur, Autorité, New York, Columbia UP,‎ 1995, p. 126-137
- (en) Lincoln Shlensky, « Preside at Their Pleasures: Rousseau, Diderot, Kafka and the Ambivalence of Representation », Qui Parle: Literature, Philosophy, Visual Arts, History, vol. 1, no 6,‎ fall-winter 1992, p. 52-92
- Raymond Joly, « Entre Le Père de famille et Le Neveu de Rameau: conscience morale et réalisme romanesque dans La Religieuse », Studies on Voltaire and the Eighteenth Century, no 88,‎ 1972, p. 845-857

#### Religion
- (en) Huguette Cohen, « Jansenism in Diderot’s La Religieuse », Studies in Eighteenth-Century Culture, 1982, no 11, p. 75-91.
- Dominique Jullien, « Locus hystericus : l’image du couvent dans La Religieuse de Diderot », French Forum, May 1990, no 15 (2), p. 133-148.
- (en) Carole F. Martin, « Legacies of the Convent in Diderot’s La Religieuse », Studies in Eighteenth-Century Culture, 1996, no 25, p. 117-29.
- René Pomeau, « Sur la religion de La Religieuse », Travaux de Linguistique et de Littérature, 1975, no 13 (2), p. 557-67.
- Marie-Hélène Cotoni, « Du dramatique au tragique : la scène des vœux monastiques interrompus dans Les Illustres Françaises de Robert Challe et La Religieuse de Diderot », Revue d’Histoire Littéraire de la France, Jan-février 1993, no 93 (1), p. 62-72.

#### Féminisme
- Catherine Cusset- Jenkins, « La Femme et la loi dans La Religieuse de Diderot », Nature, droit, justice, Toulouse, UTM, 1991, p. 29-39.
- (en) Irene Fizer, « Women 'Off' the Market : Feminine Economies in Diderot’s La Religieuse and the Convent Novel », Illicit Sex : Identity Politics in Early Modern Culture, Athens, U of Georgia P, 1997, p. 89-108.
- Barbara Knauff, « Quelle femme, Monsieur ! : La Religieuse as an 18th-Century Gender-Bender », The Rhetoric of the Other : Lesbian and Gay Strategies of Resistance in French and Francophone Contexts, New Orleans, UP of the South, 2002, p. 31-44.
- (en) Denise Bourassa Knight, « Diderot’s La Religieuse : Suzanne Simonin and the 'Youthful' Men Who See Her », Nottingham French Studies, May 1985, no 24 (1), p. 15-25.
- (en) Paul Allen Miller, « Disciplining the Lesbian : Diderot’s La Religieuse », Intertexts, Fall 2001, no 5 (2), p. 168-81.
- (en) Vivienne Mylne, « What Suzanne knew : lesbianism and La Religieuse », Studies on Voltaire and the Eighteenth Century, 1982, no 208, p. 167-173.
- (en) Pierre Saint-Amand, « Reproducing Motherhood : Diderot’s La Religieuse », Literature and Psychology, 1989, no 35 (4), p. 27-43.
- Jean Sgard, « La Beauté convulsive de La Religieuse », L’Encyclopédie, Diderot, l’esthétique : mélanges en hommage à Jacques Chouillet (1915-1990), Paris, PU de France, 1991, p. 209-15.
- Christopher Rivers, « Inintelligibles pour une femme honnête : Sexuality, Textuality and Knowledge in Diderot’s La Religieuse and Gautier’s Mademoiselle de Maupin », Romanic Review, janvier 1995, no 86 (1), p. 1-29.

#### Rapport au corps et à la sexualité
- (en) Kevin Jackson, « 'Carnal to the Point of Scandal' : On the Affair of La Religieuse », Eighteenth-Century Fiction on Screen, Cambridge, Cambridge UP, 2002, p. 139-56.
- (en) Heather Howard, « The Contextualized Body : Narrative Event in La Religieuse », Paroles Gelées : UCLA French Studies, 1995, no 13, p. 49-62.
- (en) Herbert Josephs, « Diderot’s La Religieuse : Libertinism and the Dark Cave of the Soul », MLN, May 1976, no 91 (4), p. 734-55.
- (en) Jack Undank, « Diderot’s 'Unnatural' Acts : Lessons from the Convent », French Forum, May 1986, no 11 (2), p. 151-167.
- (en) Alistaire Tallent, « The Hysterical Lesbian and the Unspeakable in Diderot’s La Religieuse », Romance Review, Fall 2002, no 12, p. 117-25.
- Flavio Luoni, « La Religieuse : récit et écriture du corps », Littérature, May 1984, no 54, p. 79-99.
- Marie-Claire Vallois, « Politique du paradoxe : Tableau de mœurs/tableau familial dans La Religieuse de Diderot », Romanic Review, mars 1985, no 76 (2), p. 162-171.
- M. Simonton, « Suzanne’s cri animal : Aural and musical imagery in Diderot’s La Religieuse », University of Toronto Quarterly, Summer 1986, no 55 (4), p. 328-341.
- Philip Stewart, « Body Language in La Religieuse », Studies in French Fiction in Honour of Vivienne Milne, London, Grant & Cutler, 1988, p. 307-321.

#### Réception
- Jean-Claude Bonnet, « Revoir La Religieuse », Interpréter Diderot aujourd’hui, Paris, Sycomore, 1984, p. 59-79.
- Anne Coudreuse, « Pour un nouveau lecteur : la Religieuse de Diderot et ses destinataires », Recherches sur Diderot et sur l’Encyclopédie, Oct 1999, no 27, p. 43-57 ; lire en ligne.
- Diana Guiragossian Carr, « La Fortune de La Religieuse en Angleterre de 1797 à 1850 », Studies on Voltaire and the Eighteenth Century, 1989, no 265, p. 1288-1291.
- Éric Vanzieleghem, « La Monaca di Parigi : une édition américaine de La Religieuse », Recherches sur Diderot et sur l'Encyclopédie, no 56,‎ décembre 2021, p. 197-211 (lire en ligne, consulté le 11 février 2022).

#### Autres
- Pierre Berthiaume, « La Religieuse de Denis Diderot ou l’hypotypose spéculaire », Lumen, Kelowna, Canadian Society for Eighteenth-Century Studies, 2003, p. 67-81.
- Marc Buffat, « Pour un spectateur distant », Eighteenth-Century Life, Winter 2001, no 25 (1), p. 68-79.
- Isabelle Cassagne, « Les Voiles de l’absence : le Drame d’une identité illusoire dans La Religieuse de Denis Diderot », Tropos, Spring 1993, no 19 (1), p. 45-60.
- (en) Christine Clark-Evans, « The Philosophical Novel : Probability, Causality and the Epicurean Swerve in Diderot’s La Religieuse », Studies on Voltaire and the Eighteenth Century, 1992, no 304, p. 1187-89.
- Jean Deprun, « En marge de La Religieuse : quatre témoins au-dessus de tout soupçon », L’Encyclopédie, Diderot, l’esthétique : mélanges en hommage à Jacques Chouillet (1915-1990), Paris, PU de France, 1991, p. 217-22.
- (en) William F. Edmiston, « Narrative Discourse and Cognitive Privilege in Diderot’s La Religieuse », French Forum, May 1985, no 10 (2), p. 133-144.
- Christine Clark-Evans, « Le témoignage de Suzanne : séduction tragique et discours juridique dans La Religieuse de Diderot », Recherches sur Diderot et sur l’Encyclopédie, avril 1996, no 20, p. 75-89 ; lire en ligne.
- Robert Favre, « Le Bonheur dans La Religieuse », La Quête du bonheur et l’expression de la douleur dans la littérature et la pensée françaises, Genève, Droz, 1995, p. 61-65.
- Beatrice Fink, « Des mets et des mots de Suzanne », Diderot : Digression and Dispersion : A Bicentennial Tribute, Lexington, French Forum, 1984, p. 98-105.
- (en) J E. Fowler, « Competing Causalities : Family and Convent in Diderot’s La Religieuse », Eighteenth Century : Theory and Interpretation, Spring 1996, no 37 (1), p. 75-93.
- Mami Fujiwara, « Structure polyphonique de La Religieuse de Diderot : une Lecture génétique et narratologique », Études de Langue et Littérature Françaises, mars 1990, no 56, p. 35-51.
- Corinna Gepner, « L’autoportrait de la narratrice dans La Religieuse : les ruses du regard », Recherches sur Diderot et sur l’Encyclopedie, Oct 1994, no 17, p. 55-67.
- Henriette Goldwyn, « Mots-clés dans La Religieuse de Diderot », Colloque de la SATOR à Fordham, Paris, Papers on Fr. Seventeenth Cent. Lit., 1991, p. 69-70.
- (en) Susan Hayward, « 'Res Brutae' and Diderot’s Nun, Suzanne Simonin », Diderot Studies, 1981, no 20, p. 109-123.
- Alice M. Laborde, « Le Paradoxe de La Religieuse », Pacific Coast Philology, Apr. 1967, no 2, p. 28-31.
- (en) Louis W. Marvick, « Heart of Flesh, Hearts of Stone : A Reading of Diderot’s La Religieuse », Romanic Review, mars 1989, no 80 (2), p. 185-206.
- (en) Mary McAlpin, « Diderot’s Philosopher Nun : Religion in La Religieuse », New Perspectives on the Eighteenth Century, Spring 2005, no 2 (1), p. 3-15.
- Nadine Monier, « Diderot/Foucault : La Religieuse, Jacques le fataliste et son maître et La Volonté de savoir », Constructions, 1985, no 17-37.
- (en) Armine Kotin Mortimer, « Naïve and Devious : La Religieuse », Romanic Review, mars 1997, no 88 (2), p. 241-50.
- (en) Manuela Mourão, « The Compromise of Enlightened Rationalism in Diderot’s La Religieuse », Romance Quarterly, Fall 2001, no 48 (4), p. 223-38.
- (en) Walter E. Rex, « Secrets from Suzanne : The Tangled Motives of La Religieuse », Eighteenth Century : Theory and Interpretation, Fall 1983, no 24 (3), p. 185-198.
- Pierre Saint-Amand, « D’une mère l’autre : La Religieuse de Diderot », Dilemmes du roman : Essays in Honor of Georges May, Saratoga, Anma Libri, 1990, p. 121-132.
- (en) Timothy M. Scanlan, « Silence in Diderot’s La Religieuse », European Studies Journal, 1984, no 1 (1-2), p. 53-58.
- (en) Timothy M. Scanlan, « The functions of writing and prayer in Diderot’s La Religieuse », South Central Bulletin, Winter 1980, no 40 (4), p. 160-62.
- (en) Carol Sherman, « The Deferral of Textual Authority in La Religieuse », Postscript, 1985, no 2, p. 57-65.
- (en) Anne C. Vila, « Sensible Diagnostics in Diderot’s La Religieuse », MLN, septembre 1990, no 105 (4), p. 774-99.